# Alice Pasquini

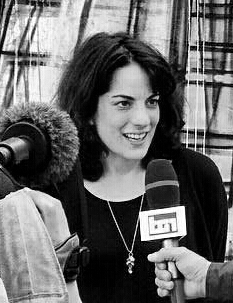
Alice Pasquini, 2016

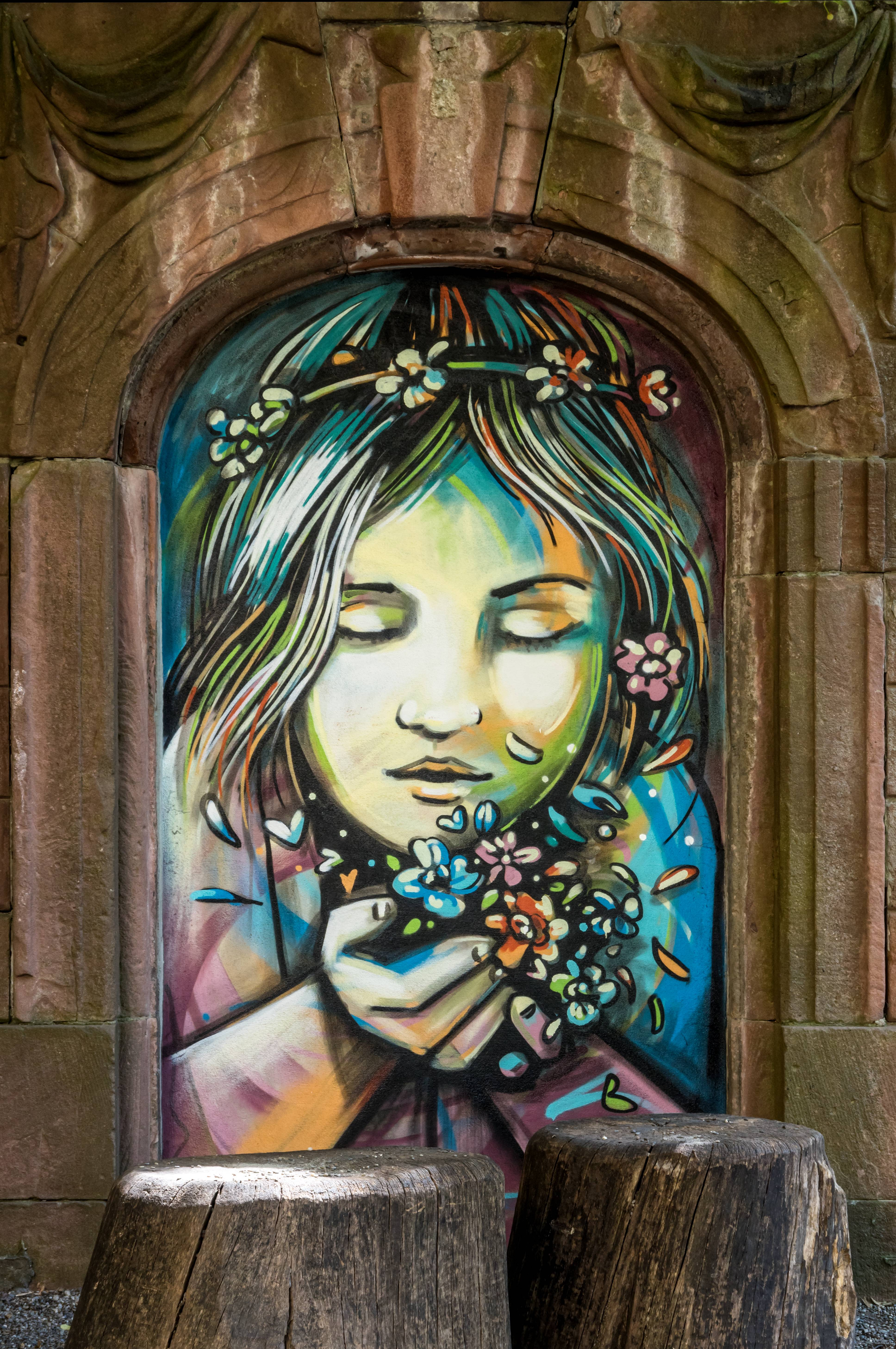
Verträumtes Mädchen, Freiburg im Breisgau, Juli 2015

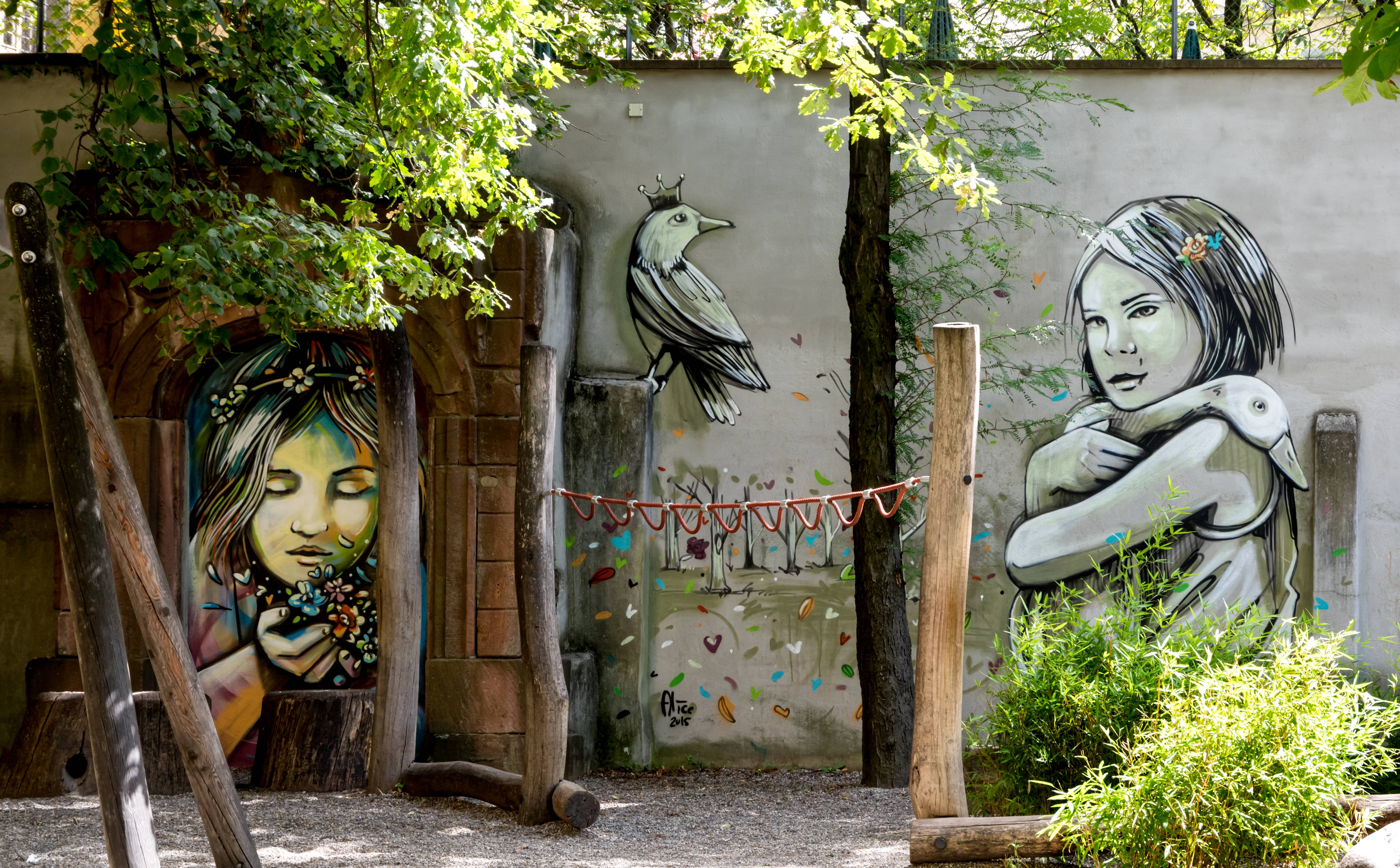
Mural, Kinderspielplatz am Augustinerplatz, Freiburg im Breisgau, Juli 2015

Alice Pasquini (* 1980 in Rom) ist eine italienische Streetart-Künstlerin, Zeichnerin, Set-Designerin und Illustratorin.

## Berufliche Entwicklung
Pasquini studierte Kunst in Europa und unterhält ein kleines Atelier in San Lorenzo im Künstlerviertel in Rom. Zur Streetart fand sie durch ihre Beziehung zu dem französischen Graffitikünstler Christian Guemy, alias C215. Sie ist eine der wenigen Frauen, die mit ihrer Graffiti-Kunst international bekannt ist. Außer in Rom sind ihre Werke auch in anderen europäischen Metropolen, wie Berlin und London zu sehen. Nebenbei nimmt sie Auftragsarbeiten für Werbekampagnen (u. a. für Range Rover, Nike) an und zeichnet unter anderem auch Comics.
Am 30. und 31. Juli 2015 war sie in Freiburg auf Einladung des Vereins Kulturaggregat und hat die Mauer mit dem alten Torbogen am Kinderspielplatz beim Augustinermuseum mit einem farbigen Mural versehen. Im Mittelpunkt ihrer meist großflächigen Werke stehen Frauen. Ihren Lebensunterhalt verdient sie als Illustratorin und Designerin.

## Werke
- 2000 Ausstellung an der Loughborough University, England[4]
- 2003 bis 2009 mehrere Gruppenausstellungen in Rom, Italien[4]
- 2011 Vertigine, Melissa P. und Alice Pasquini
- 2011 Underbelly Project, Paris, Frankreich[4]
- 2012 Cinderella pissed me off, Artbook
- 2012 Les Calles Hablan, Barcelona, Spanien[4]
- 2013 Stroke Art Fair, München, Deutschland[4]
- 2013 Deja Vu Destiny, Dortmund[4]
- 2014 Bratislava Street Art Festival, Bratislava, Slowakei[4]
- 2014 Wall Therapy Festival, Rochester, Amerika[4]
- 2015  Deep Tides Dry, Ponte de Sôr, Portugal.[4]
- 2015 Verträumtes Mädchen, Freiburg im Breisgau, Deutschland[2][3]
- 2016 XX A Moment in Time, London, England[4]
- 2016 I'mperfect Tense, Dortmund, Deutschland[5][4]